# Elliott Randall
Elliott Randall (15 de junho de 1947) é um guitarrista estadunidense, mais conhecido por ser um músico de estúdio e se apresentar com artistas de música popular. Randall tocou os conhecidos solos de guitarra nas músicas "Reelin' in the Years" do Steely Dan e "Fame" de Irene Cara. O primeiro solo foi classificado como o 40º melhor solo de guitarra de todos os tempos pelos leitores da revista Guitar World magazine e o oitavo melhor solo de guitarra pela Q4 Music.

## Carreira
Como músico de sessão, Randall é creditado em álbuns de artistas como The Doobie Brothers, Tom Rush, Elkie Brooks, Carly Simon, Carl Wilson, Peter Wolf, Peter Frampton, James Galway, Rochester Philharmonic Orchestra, The American Symphony Orchestra, entre muitos outros. 
Além de projetos artísticos, Elliott também tocou, produziu e compôs inúmeros anúncios (jingles) para televisão, rádio e cinema, para clientes como Coca-Cola, PepsiCo, Miller Beer, Budweiser, Cadillac, Ford, McDonald's, Burger King, Wendy's, CitiBank, General Mills, Nabisco, Procter & Gamble, MTV, ESPN, CBS, ABC, BBC-TV e inúmeros outros. Desde o advento do MIDI no início dos anos 1980, Randall trabalhou como consultor independente para uma ampla gama de empresas - incluindo Akai, Roland, Korg e Yamaha - no desenvolvimento de instrumentos musicais e amplificadores, tecnologia de gravação e amostragem, design de software e educação.

## Discografia
Eric Mercury "Electric Black Man" 1969 Avco
- Randall's Island (1970) Polydor, catalogue number 2489 004
- Rock 'n' Roll City (1973) Polydor
- Randall's New York (1977) Kirshner
- Still Reelin' (2007) Private Collection Records
- HeartStrings (2011) Private Collection Records
- Virtual Memory (2012) Private Collection Records

Com outros artistas
- The Warriors (1979)
- The Blues Brothers: Music from the Soundtrack (1980)
- Fame (1980)
- Heart of Dixie (1989)
- Looking for an Echo (2000)
- Also appears on (partial list)
- Can't Buy a Thrill (1972) – Steely Dan
- Ladies Love Outlaws (1974) - Tom Rush
- Mixed Bag II (1974) - Richie Havens
- Felix Cavaliere (1974) - Felix Cavaliere
- Katy Lied (1975) – Steely Dan
- Vance 32 (1975) - Kenny Vance
- Destiny (1975) - Felix Cavaliere
- Closeup (1975) - Frankie Valli
- Royal Scam (1976) – Steely Dan
- Never Gonna Let You Go (1976) - Vicki Sue Robinson
- Tom Snow (1976) - Tom Snow
- Vicki Sue Robinson (1976) - Vicki Sue Robinson
- T Shirt (1976) - Loudon Wainwright III
- The Music Man (1977) - Paul Anka
- White Shadows (1977) - Tim Moore
- Blowin' Away (1977) - Joan Baez
- Peter Criss (1978) – Peter Criss
- Shooting Star (1978) - Elkie Brooks
- Connections (1980) – Richie Havens
- Rise Up (1980) - Peter Frampton
- Loveline (1981) - Tavares
- Night Fides Away (1981) - Nils Lofgren
- It's Alright (I See Rainbows) (1982) – Yoko Ono
- Hello Big Man (1983) – Carly Simon
- Eye to Eye (1983) - Eye to Eye
- Youngblood (1983) - Carl Wilson
- Milk and Honey (1984) – John Lennon, Yoko Ono
- The Animals' Christmas (1986) – Art Garfunkel & Amy Grant
- Great Expectations (1992) - Tasmin Archer
- Walk the Dog and Light the Light (1993) – Laura Nyro
- Arena (1996) – Asia
- Salvation (1997) - Alphaville
- Aura (2001) – Asia
- Spirit of Christmas (2009) – Northern Light Orchestra
- Left (2016) - Monkey House

### Videos instrucionais
- On Guitar, Pt. 1 (1992)

## Livros publicados
- "Foreword of The Artist's Guide to Success in the Music Business", 2nd Edition, Loren Weisman (2013)